# Leubnitz (Vogtland)
Leubnitz (Vogtland) este o comună din landul Saxonia, Germania.